# Geodetische Basis van Lommel

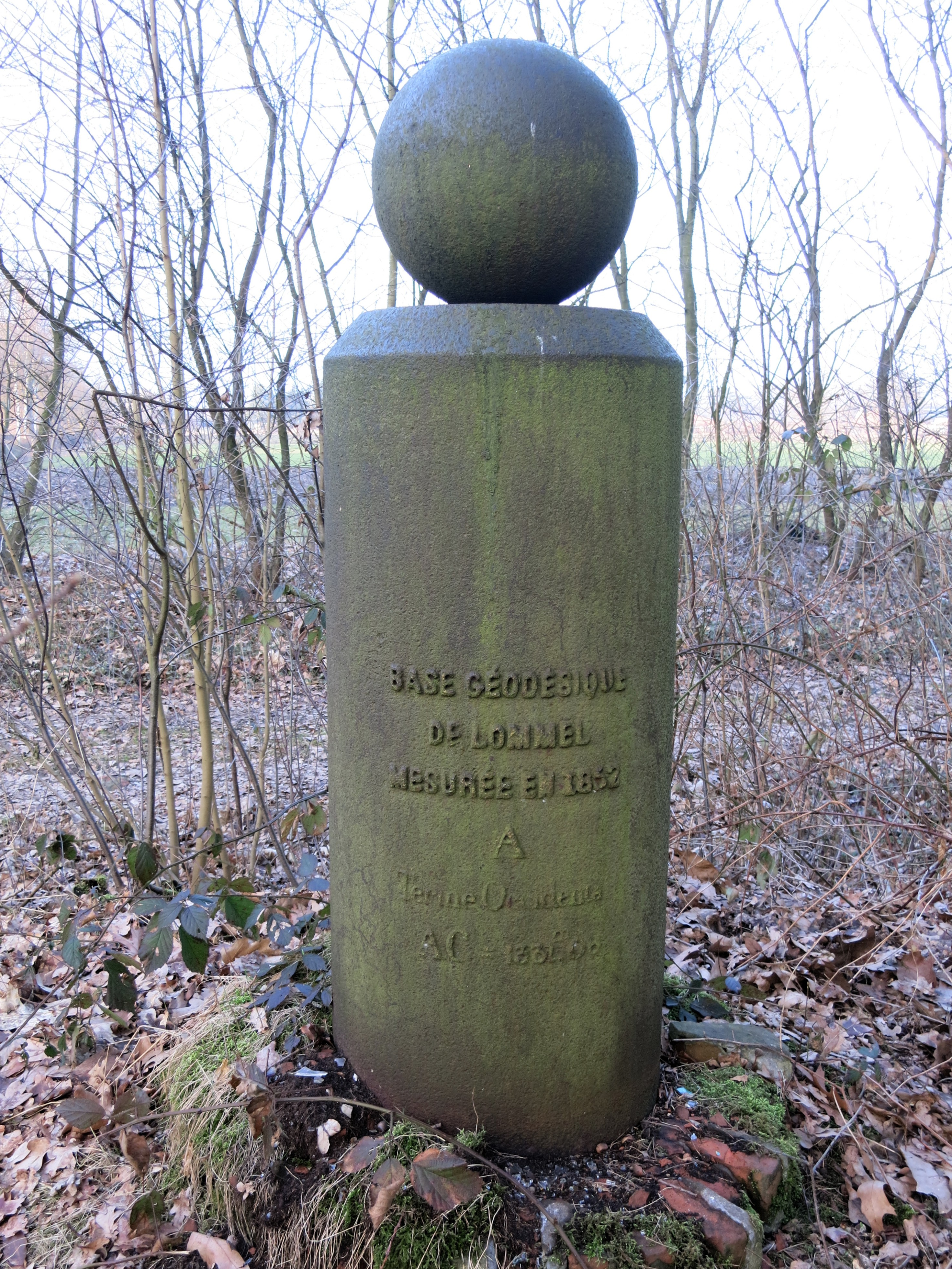
Enige overgebleven, ijzeren paal A van de Geodetische Basis van Lommel (op grondgebied Eksel)

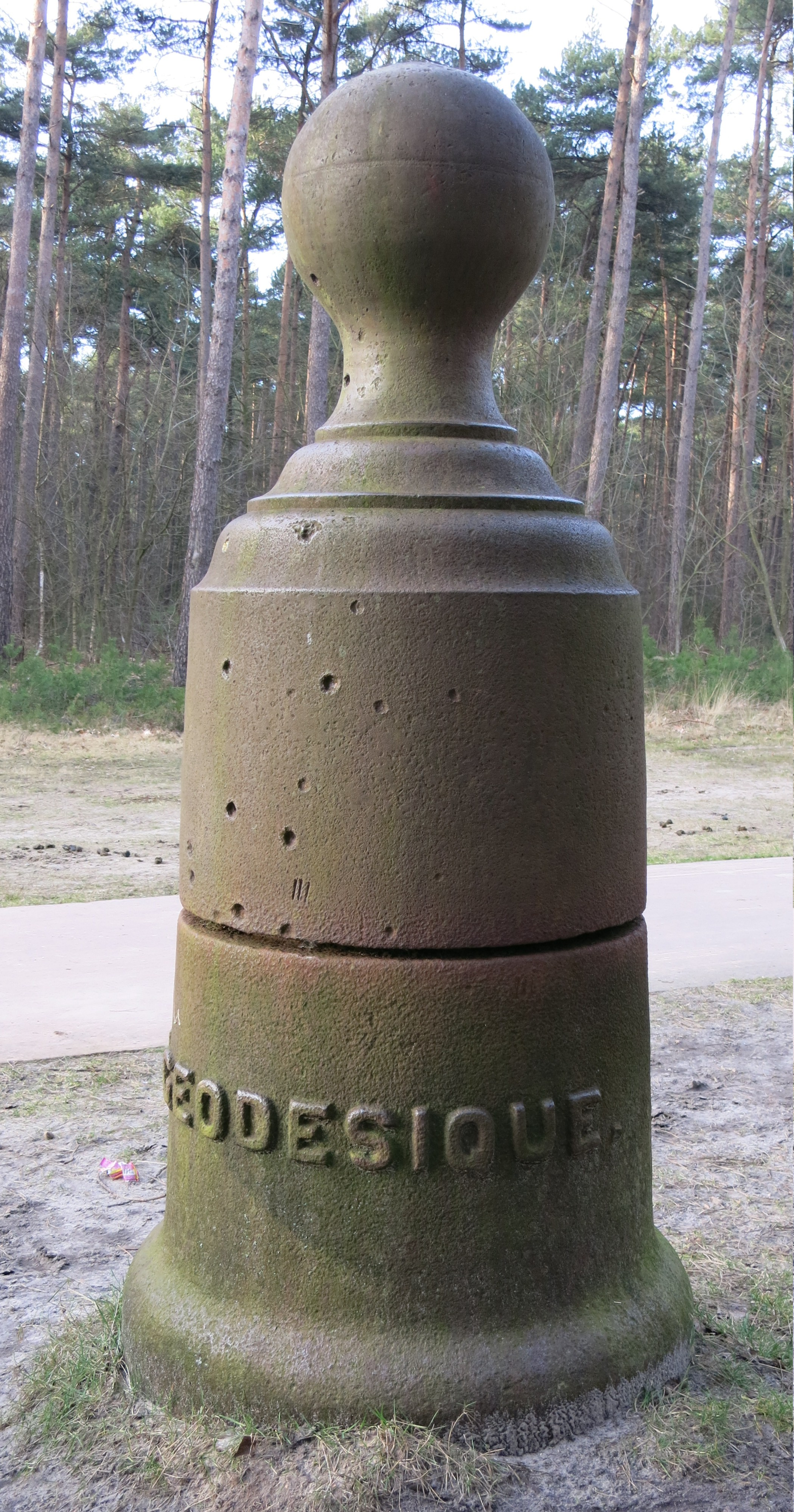
IJzeren paal 'Station Géodésique' in het Pijnven in Hechtel-Eksel ('Lommel Signal' op het schema), extra meetpunt vanuit de Geodetische Basis van Lommel

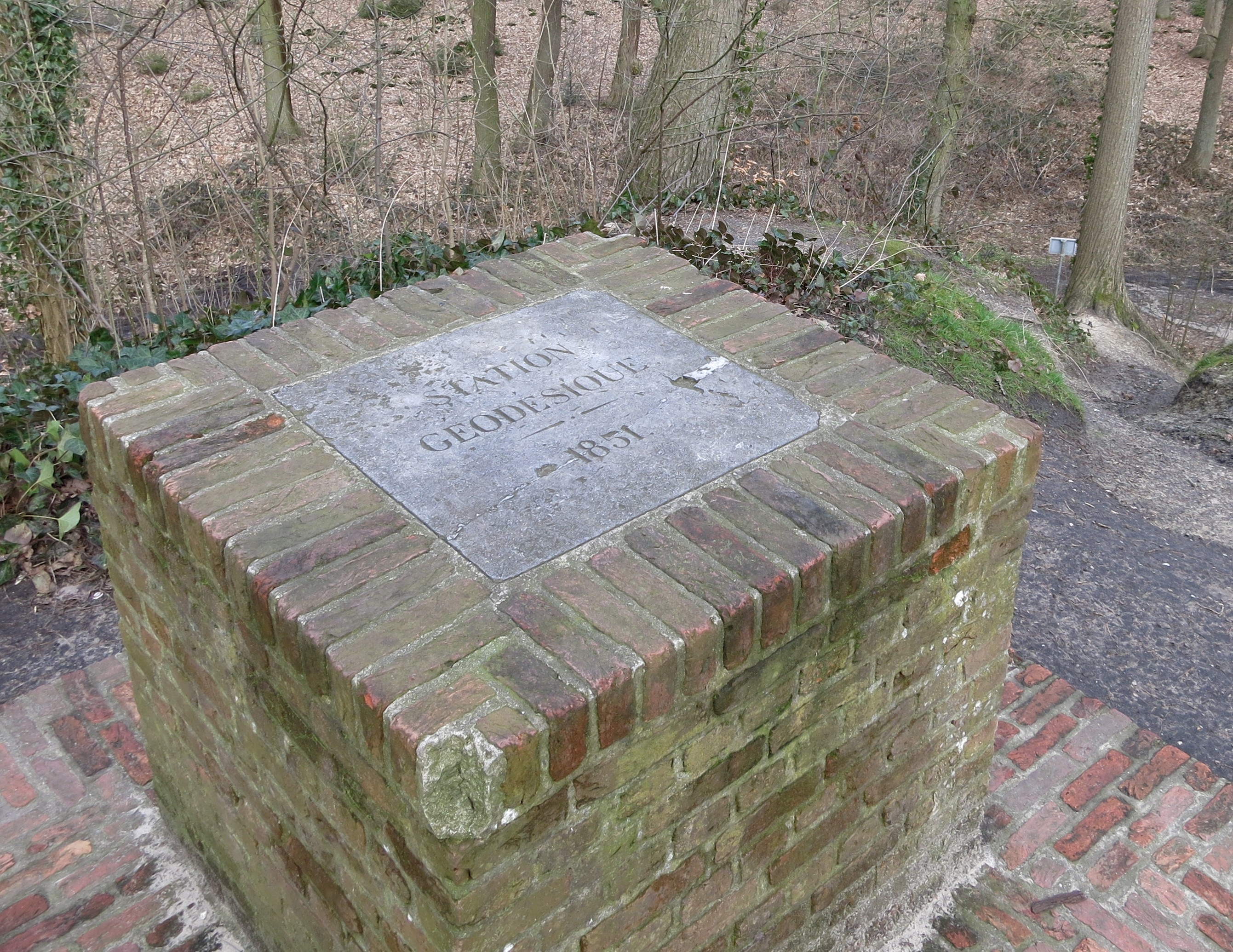
'Station Géodésique' in het park in Leopoldsburg ('Camp Signal' op het schema)

De Geodetische Basis van Lommel is een lijn tussen enkele meetpunten waarvan de afstand in 1852 nauwkeurig werd vastgesteld als vertrekpunt voor het maken van een nieuwe topografische kaart van België.
Na de Belgische Onafhankelijkheid (1830 Belgische Revolutie) was er behoefte aan betere kaarten van het grondgebied voor officieel en militair gebruik.
Die taak werd in 1843 toegekend aan een afdeling van het leger: het ‘Dépôt de la Guerre et de la Topographie’.
Voor een grootschalige landmeetkundige opzet als het maken van een kaart van een land, wordt vertrokken van een triangulatie: een driehoeksnet van opgemeten geodetische punten waarvan de ligging en afstand tot elkaar wordt vastgelegd door driehoeksmeting. Voor het meten van de afstand tussen die punten vertrekt men van een geodetische basis met twee of meer punten waarvan de afstand zo nauwkeurig mogelijk is opgemeten. Door gebruik van optische instrumenten en de eigenschap van driehoeken dat als de lengte van 1 zijde en de grootte van de aanliggende hoeken bekend is (de sinusregel), kan daaruit de lengte van de twee andere zijden berekend worden. Zo kan de afstand tot andere punten en de ligging ervan bepaald worden. Hiermee kan het terrein correct in kaart gebracht worden.
Nadat een commissie in 1847 tot het besluit kwam dat de beschikbare geodetische gegevens onvoldoende nauwkeurig waren voor de geplande kartering van België werd een nieuwe triangulatie gepland, uitgaande van drie op te meten Geodetische Basissen in de drie punten van de driehoek die België vormt: de Geodetische Basis van Lommel (opgemeten in 1851 en 1852), de Geodetische Basis van Oostende (opgemeten in 1853) en een derde basis in de provincie Luxemburg (niet gerealiseerd).
Voor de Geodetische Basis van Lommel werden in 1850 drie vaste aanstootpunten in messing op een gemetselde voet geplaatst op een uithoek van het terrein van het militaire Kamp van Beverlo, richting Lommel maar op het grondgebied van Eksel. Die drie punten kregen de letters A, B en C.
In 1851 begon men met het opmeten van de afstand tussen die drie punten op 8 juli en dat duurde tot 5 augustus. Daarvoor werden 4 bimetaal meetstaven gebruikt, die geleend werden van de Generale Staf van het leger van de Pruisen en die op punt gesteld werden door de astronoom en geodeet Friedrich Bessel. De meetlatten waren 2 toise lang, dit is 3,898 meter, en 27 cm breed. Ze bestonden uit een gietijzeren regel met daarop een zinken regel en wogen elk ongeveer 45 kg. Er waren verschillende thermometers op aangebracht om de uitzetting van de bimetalen meetlatten te kunnen inrekenen.
Bij de evaluatie van de resultaten en de methode van die meting werd besloten dat de meting niet nauwkeurig genoeg was. De meetmethode werd verbeterd en overgedaan in 1852.

De meting in 1852 werd uitgevoerd door 7 officieren en 13 helpers en duurde van 5 juni tot 2 juli.

De afstand tussen buitenste punten AB van de Geodetische Basis van Lommel werd vastgelegd op 2300,57213 meter.
De drie meetpunten werden afgedekt door gietijzeren palen met vermelding van het jaartal 1852 van de definitieve meting en de gemeten afstand. Van de drie gietijzeren palen is enkel die van punt A bewaard gebleven. Die 'ijzeren paal', met de tekst 'Base géodésique de Lommel', staat op de grens van het militair domein, op het einde van Heidestraat in Hechtel-Eksel. De andere twee palen stonden op het schietveld van de artillerie en zijn vermoedelijk tijdens de Eerste Wereldoorlog gebruikt als mikpunt tijdens oefeningen van de Duitse artillerie en toen kapot geschoten.
Voor de verdere vastlegging van geodetische punten vanuit de gemeten geodetische basis, werden in de nabijheid twee bijkomende punten of 'signalen' geplaatst: een ijzeren paal aan de Lommelse Gracht in het Pijnven (Lommel Signal) en een steen op een kunstmatige heuvel in het Koninklijk Park in Leopoldsburg (Camp Signal). Op die paal en op die steen staat de naam 'Station Géodésique'.
Na het opmeten van de afstand van de punten van de Geodetische Basis van Lommel ging men in 1855 ook de precieze ligging er van berekenen. In de zomer van 1855 deed men maandenlang nachtelijke astronomische observaties aan het Station Géodésique in het Pijnven om de positie tegenover de sterren te berekenen en om zo de breedtegraad en azimut te bepalen. Voor de ondersteuning van het daarvoor gebruikte optische instrument was er een arduinen steen geplaatst, die daar het geodetisch punt markeert. Die arduinen steen kon afgedekt worden door een  afneembare, gietijzeren stolp, die nu bekend is als de IJzeren Paal in het Pijnven. Achteraf bleek het gebruikte optische instrument niet helemaal geschikt voor de beoogde precisie van de plaatsbepaling en werden de observaties en berekeningen er overgedaan in 1886.

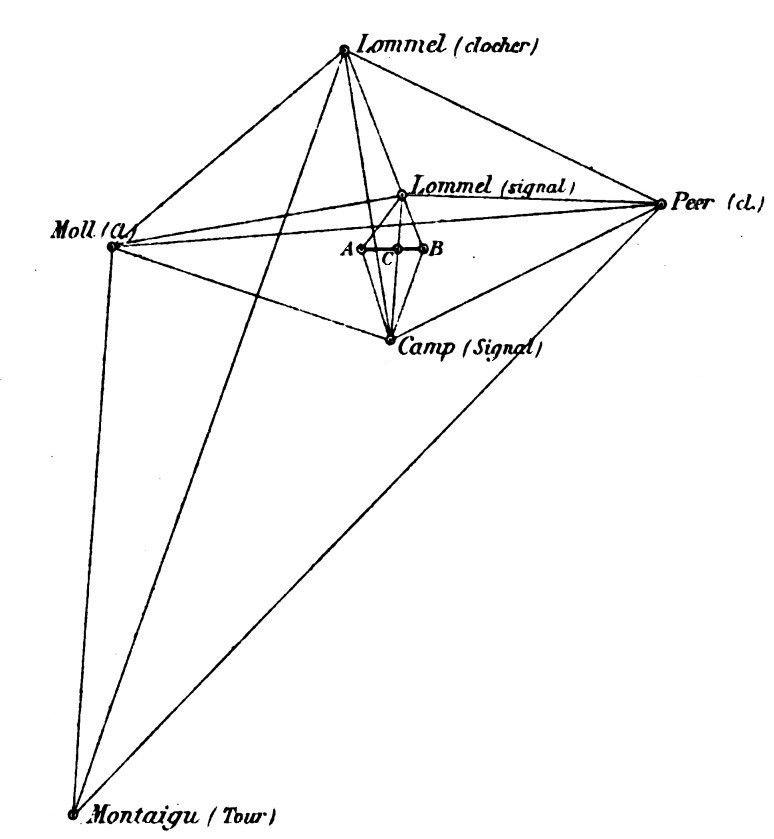
Schema uit 1867 met driehoeksmetingen vanuit de geodetische basis A-B
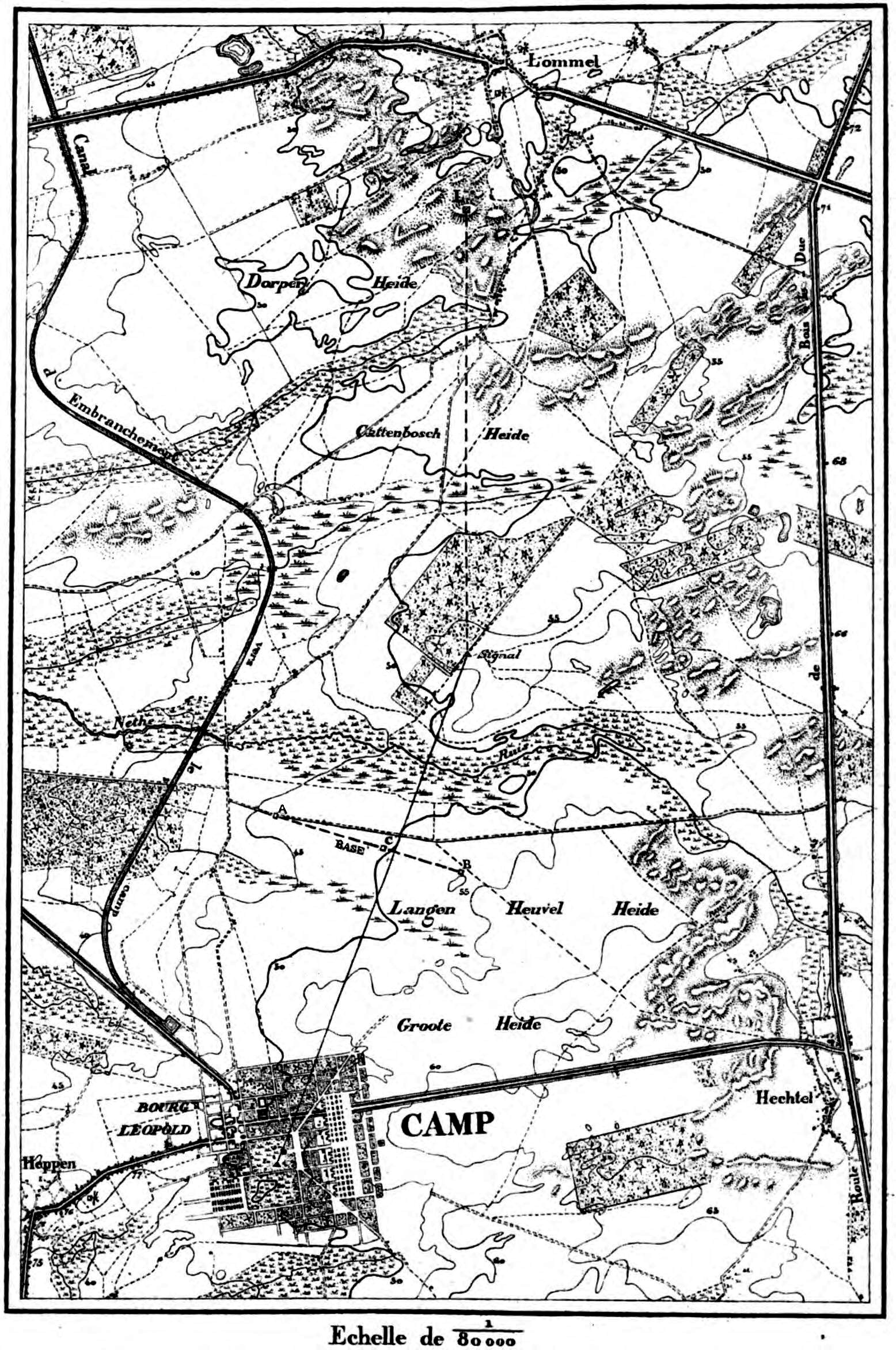
Topografische kaart met de Geodetische Basis, gepubliceerd in 1867